# Peter Signer

Peter Signer (1970)

Peter Signer (* 11. März 1929; † 10. Dezember 2021) war ein Schweizer Physiker und Hochschullehrer.

## Leben
Er studierte an der Universität Bern Physik, Mathematik und Chemie und promovierte  bei Fritz Houtermans dort 1957 mit einer Arbeit zur Gesteinsdatierung mittels radiogener Isotope. Von 1958 bis 1964 weilte er in den USA am Laboratory of Physics der University of Minnesota, wo er zuerst als Research Associate, ab 1961 als Assistant Professor und schliesslich als Associate Professor tätig war. Von 1965 bis 1967 war er Assistenz-, von 1968 bis 1973 ausserordentlicher und von 1973 bis 1994 ordentlicher Professor für Geo- und Kosmochronologie an der ETH Zürich.